# Arrondissement Cahors
Das Arrondissement Cahors ist eine Verwaltungseinheit des französischen Départements Lot innerhalb der Region Okzitanien. Verwaltungssitz (Präfektur) ist Cahors.
Es besteht aus 98 Gemeinden.

## Wahlkreise
- Kanton Cahors-1
- Kanton Cahors-2
- Kanton Cahors-3
- Kanton Causse et Bouriane (mit 16 von 30 Gemeinden)
- Kanton Causse et Vallées (mit 10 von 44 Gemeinden)
- Kanton Luzech
- Kanton Marches du Sud-Quercy
- Kanton Puy-l’Évêque (mit 6 von 25 Gemeinden)

## Gemeinden
Die Gemeinden des Arrondissements Cahors sind:
| 1. Albas (46001)                   | 2. Anglars-Juillac (46005)           | 3. Arcambal (46007)                             | 4. Aujols (46010)               |
| 5. Bach (46013)                    | 6. Barguelonne-en-Quercy (46263)     | 7. Beauregard (46020)                           | 8. Bélaye (46022)               |
| 9. Belfort-du-Quercy (46023)       | 10. Bellefont-La Rauze (46156)       | 11. Belmont-Sainte-Foi (46026)                  | 12. Berganty (46027)            |
| 13. Boissières (46032)             | 14. Bouziès (46037)                  | 15. Cabrerets (46040)                           | 16. Cahors (46042)              |
| 17. Caillac (46044)                | 18. Calamane (46046)                 | 19. Cambayrac (46050)                           | 20. Carnac-Rouffiac (46060)     |
| 21. Cassagnes (46061)              | 22. Castelfranc (46062)              | 23. Castelnau Montratier-Sainte Alauzie (46063) | 24. Catus (46064)               |
| 25. Cénevières (46068)             | 26. Cézac (46069)                    | 27. Cieurac (46070)                             | 28. Concots (46073)             |
| 29. Crayssac (46080)               | 30. Crégols (46081)                  | 31. Cremps (46082)                              | 32. Douelle (46088)             |
| 33. Duravel (46089)                | 34. Escamps (46091)                  | 35. Esclauzels (46092)                          | 36. Espère (46095)              |
| 37. Flaujac-Poujols (46105)        | 38. Floressas (46107)                | 39. Fontanes (46109)                            | 40. Francoulès (46112)          |
| 41. Gigouzac (46119)               | 42. Grézels (46130)                  | 43. Labastide-du-Vert (46136)                   | 44. Labastide-Marnhac (46137)   |
| 45. Laburgade (46140)              | 46. Lacapelle-Cabanac (46142)        | 47. Lagardelle (46147)                          | 48. Lalbenque (46148)           |
| 49. Lamagdelaine (46149)           | 50. Laramière (46154)                | 51. Le Montat (46197)                           | 52. Lendou-en-Quercy (46262)    |
| 53. Les Junies (46134)             | 54. Lherm (46171)                    | 55. Limogne-en-Quercy (46173)                   | 56. Lugagnac (46179)            |
| 57. Luzech (46182)                 | 58. Mauroux (46187)                  | 59. Maxou (46188)                               | 60. Mechmont (46190)            |
| 61. Mercuès (46191)                | 62. Montcabrier (46199)              | 63. Montcuq-en-Quercy-Blanc (46201)             | 64. Montdoumerc (46202)         |
| 65. Montgesty (46205)              | 66. Montlauzun (46206)               | 67. Nuzéjouls (46211)                           | 68. Parnac (46214)              |
| 69. Pern-Lhospitalet (46172)       | 70. Pescadoires (46218)              | 71. Pontcirq (46223)                            | 72. Porte-du-Quercy (46033)     |
| 73. Pradines (46224)               | 74. Prayssac (46225)                 | 75. Promilhanes (46227)                         | 76. Puy-l’Évêque (46231)        |
| 77. Saillac (46247)                | 78. Saint Géry-Vers (46268)          | 79. Saint-Cirq-Lapopie (46256)                  | 80. Saint-Denis-Catus (46264)   |
| 81. Saint-Martin-Labouval (46276)  | 82. Saint-Martin-le-Redon (46277)    | 83. Saint-Médard (46280)                        | 84. Saint-Paul-Flaugnac (46103) |
| 85. Saint-Pierre-Lafeuille (46340) | 86. Saint-Vincent-Rive-d’Olt (46296) | 87. Sauzet (46301)                              | 88. Sérignac (46305)            |
| 89. Soturac (46307)                | 90. Tour-de-Faure (46320)            | 91. Touzac (46321)                              | 92. Trespoux-Rassiels (46322)   |
| 93. Varaire (46328)                | 94. Vaylats (46329)                  | 95. Vidaillac (46333)                           | 96. Villesèque (46335)          |
| 97. Vire-sur-Lot (46336)           |                                      |                                                 |                                 |

## Neuordnung der Arrondissements 2017

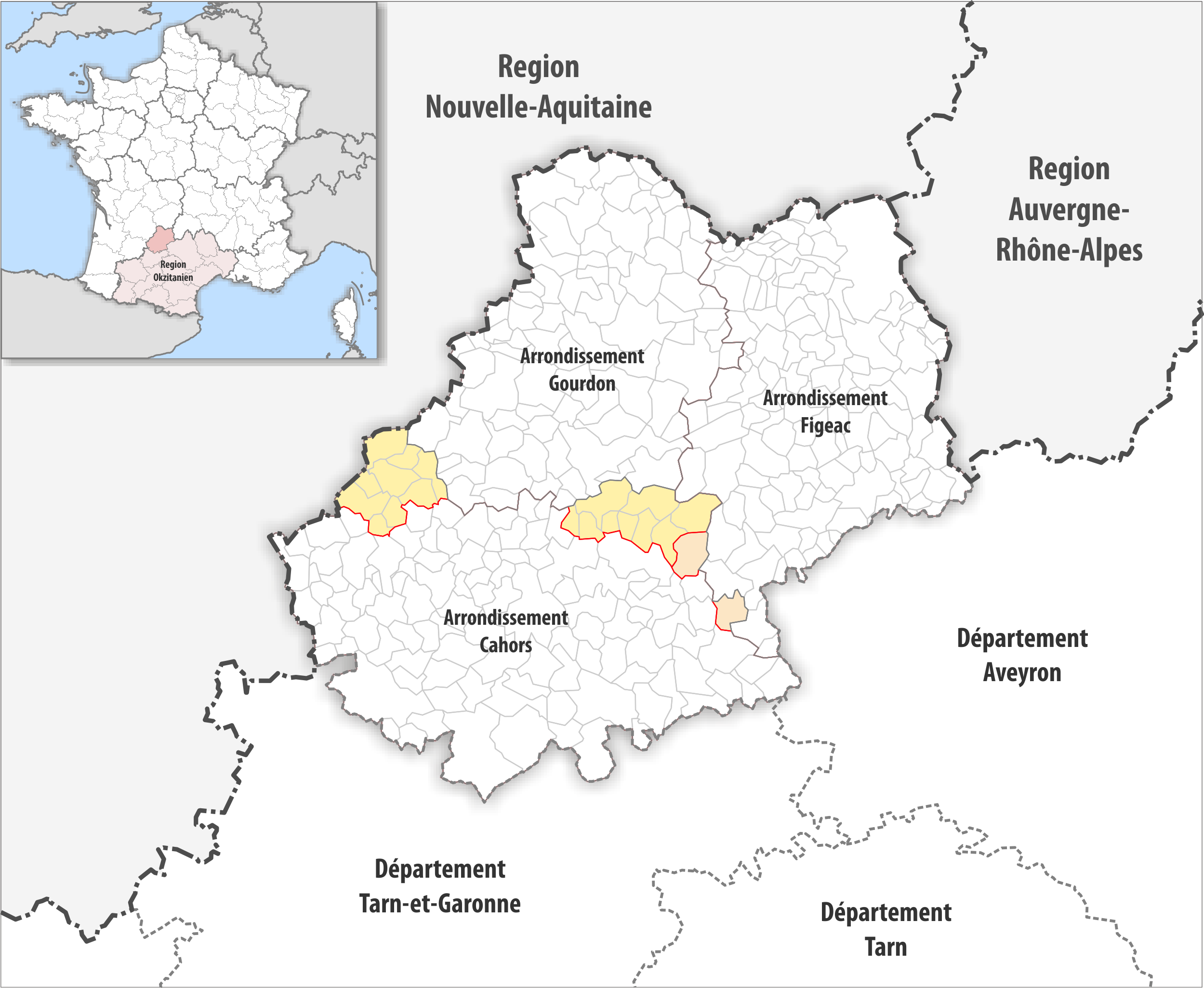
Arrondissementsanpassungen im Jahr 2017

Durch die Neuordnung der Arrondissements im Jahr 2017 wurde aus dem Arrondissement Cahors die Fläche der 18 Gemeinden Blars, Cazals, Cras, Frayssinet-le-Gélat, Gindou, Goujounac, Lauzès, Lentillac-du-Causse, Les Arques, Les Pechs du Vers, Marminiac, Montcléra, Nadillac, Orniac, Pomarède, Sabadel-Lauzès, Saint-Caprais und Sénaillac-Lauzès dem Arrondissement Gourdon und die Fläche der zwei Gemeinden Calvignac und Sauliac-sur-Célé dem Arrondissement Figeac zugewiesen.

## Ehemalige Gemeinden seit der landesweiten Neuordnung der Arrondissements
bis 2024: Lhospitalet, Pern
bis 2018: Saint-Daunès, Bagat-en-Quercy, Saint-Pantaléon, Le Boulvé, Fargues, Saint-Matré, Saux
bis 2017: Lascabanes, Saint-Cyprien, Saint-Laurent-Lolmie
bis 2016: Castelnau-Montratier, Cours, Laroque-des-Arcs, Sainte-Alauzie, Saint-Géry, Valroufié, Vers
bis 2016: Belmontet, Flaugnac, Lebreil, Montcuq, Sainte-Croix, Saint-Paul-de-Loubressac, Valprionde